# Francesco Bellissimo
Francesco Bellissimo (tiếng Nhật: ベリッシモ・フランチェスコ, sinh năm 1979) là một đầu bếp người Ý, người nổi tiếng trên mạng, nhà văn ẩm thực và nhân vật truyền hình đang hoạt động chủ yếu tại Nhật Bản và các nước châu Á. Anh nổi tiếng với vai trò đầu bếp Ý trên các chương trình truyền hình Nhật Bản và là tác giả của nhiều sách nấu ăn.
Bellissimo sinh ra tại Rome, Ý. Anh chuyển đến Nhật Bản vào đầu những năm 2000 và xây dựng sự nghiệp với tư cách là một chuyên gia ẩm thực và đại sứ văn hóa ẩm thực Ý. Anh cũng tham gia vào các dự án quảng cáo và sự kiện quốc tế.
Hiện tại, Bellissimo mở rộng hoạt động của mình sang các quốc gia châu Á khác, bao gồm cả Việt Nam.

## Sự nghiệp
Từ những năm 2010, Bellissimo trở thành một trong những nhân vật truyền hình người Ý nổi bật nhất tại Nhật Bản, xuất hiện trong các chương trình như "Sekai no minna ni kiitemita" và "Sekai banzuke". Anh cũng là chủ tịch của Hiệp hội Nghiên cứu Ẩm thực Ý tại Nhật Bản (イタリア料理研究会), được thành lập năm 2005 nhằm quảng bá ẩm thực Ý tại Nhật Bản.

## Hoạt động khác
Năm 2017, Bellissimo cùng với nhà sử học Daniele Macuglia từ Đại học Bắc Kinh đã khởi xướng một chương trình văn hóa về ẩm thực thời kỳ Leonardo da Vinci và La Mã cổ đại. Họ đã tái hiện các món ăn bị lãng quên của văn hóa Ý và tổ chức các buổi thuyết trình tại nhiều trường đại học và viện văn hóa ở Hoa Kỳ, Trung Quốc, Liên minh châu Âu và Nhật Bản.

## Sự nghiệp Influencer
Francesco Bellissimo cũng hoạt động trong lĩnh vực kỹ thuật số và phong cách sống. Với vai trò influencer trong các lĩnh vực thời trang, ẩm thực và lối sống, anh đã hợp tác với nhiều thương hiệu Ý và quốc tế, kết hợp các yếu tố văn hóa Ý và Nhật Bản. Sự hiện diện của anh trên mạng xã hội và các nội dung trực tuyến giúp tiếp cận một lượng khán giả rộng lớn, bên cạnh các phương tiện truyền thông truyền thống.
Ngoài các lần xuất hiện trên truyền hình, Bellissimo đã tham gia vào các chiến dịch tiếp thị quốc tế liên quan đến các sản phẩm xa xỉ, sức khỏe và du lịch. Kinh nghiệm của anh trong lĩnh vực thời trang Ý cũng giúp thiết lập các mối quan hệ hợp tác với các thương hiệu toàn cầu.

## Các chương trình truyền hình tiêu biểu đã tham gia
- Handsome Kitchen (Fuji Television)
- Waratte Iitomo! (Fuji Television)
- Wagamama! Kimama! Tabikibun (BS-Fuji)
- Gakko Chakko TV (Akita Television)
- Konnichiwa Itto 6ken (NHK)
- Kitchen ga Hashiru! (NHK)
- One Seg Lunch Box Raku Gohan (NHK)
- Junbanmachi no Ryorikyoshitsu (LaLa TV)
- Sekai ga Odorita Nippon! Sugoi Desu ne!! Shisatsudan (TV Asahi)[7]
- Uchigohan (TV Asahi)
- Eko no Saho (TV Asahi)[8]
- Shikamo!! (Nippon Television)
- Sekai Banzuke (Nippon Television)[9]
- Osama no Brunch (Tokyo Broadcasting System)
- Sekai Fushigi Hakken! (Tokyo Broadcasting System)
- Sekai no Minna ni Kiitemita (Tokyo Broadcasting System)
- Sekai Kurabetemitara (Tokyo Broadcasting System)[10]
- Bara Iro Dandy (Tokyo MX)
- Goji ni Muchuu! (Tokyo MX)